# Rosie White
Pour les articles homonymes, voir White.
Rosemary "Rosie" Eleanor Florence White, née le 6 juin 1993 à Auckland, est une joueuse de football internationale néo-zélandaise, évoluant au poste d'attaquante.

## Biographie

### Carrière internationale
White marque un triplé lors de la Coupe du monde des moins de 17 ans 2008 contre la Colombie. Elle récidive deux semaines plus tard lors de la Coupe du monde des moins de 20 ans contre le Chili. 
Lors de la Coupe du monde féminine U20 de 2010, elle participe aux trois matches de groupe, et inscrit un but contre le Brésil. En 2010, elle reçoit le Soulier d'or, en inscrivant neuf buts en trois matches à l'occasion du championnat d'Océanie des moins de 20 ans. Deux ans plus tard, elle est de nouveau la meilleure buteuse du Championnat d'Océanie des moins de 20 ans avec huit buts.
En 2019, elle fait partie des 23 joueuses néo-zélandaises retenues afin de participer à la Coupe du monde organisée en France.

## Palmarès
- Vainqueur de la Coupe d'Océanie en 2014 et 2018 avec l'équipe de Nouvelle-Zélande